# 1443

## Události

### Probíhající události
- 1431–1445 – Basilejsko-ferrarsko-florentský koncil
- 1436–1449 – Lučchuan-pchingmienské války

## Narození
- 23. února – Matyáš Korvín, uherský král v letech 1454–1490 († 6. dubna 1490)
- 29. května – Viktorín z Poděbrad, český, římskoněmecký, minsterberský a opavský kníže († 30. srpna 1500)
- 31. července – Albrecht III. Srdnatý, kníže saský, markrabě míšeňský, zemský správce Fríska († 12. září 1500)
- 28. srpna – Rodolphus Agricola, holandský filozof, renesanční humanista († 27. října 1485)
- 1. prosince – Magdaléna Francouzská, francouzská princezna, pramáti francouzských králů († 21. ledna 1483)
- 5. prosince – Julius II., papež († 1513)

## Úmrtí
- 9. května – Mikuláš Albergati, italský kardinál a diplomat (* 1373)
- 20. září – Chu Jen, čínský politik, velký sekretář říše (* 1361)

## Hlavy států
- České království – interregnum
- Svatá říše římská – Fridrich III.
- Papež – Evžen IV. – Felix V. (vzdoropapež)
- Anglické království – Jindřich VI.
- Francouzské království – Karel VII.
- Polské království – Vladislav III. Varnenčik
- Uherské království – Vladislav III. Varnenčik
- Říše Inků – Pachacútec Yupanqui
- Byzantská říše – Jan VIII. Palaiologos